# Pharrell Williams
Pharrell Williams alias Skateboard P (født 5. april 1973 i Virginia, USA) er en amerikansk sanger. Han er den ene halvdel af hiphopmusikproduktionsselskabet og sangskriver-duoen The Neptunes (med Chad Hugo), såvel som rap/rock-gruppen N.E.R.D med Hugo og Shae Haley. Som en del af The Neptunes har Pharrell produceret utallige hits for store stjerner som Mariah Carey, Britney Spears, Janet Jackson, Snoop Dogg, Gwen Stefani, Nelly, Justin Timberlake, Busta Rhymes, Mystikal, Jay-Z, *NSYNC og andre. Han spiller trommer, keyboard og guitar. 
I august 2002 fik The Neptunes tildelt titlen Producers of the Year ved både The Source Awards og Billboard Music Awards.
I 2002 skrev og producerede Williams rapperen Nellys nummer, "Hot in Here". Singlen blev nummer 1 i USA. Han gentog succesen, da han producerede Britney Spears' dance-pop-single , "I'm A Slave 4 U". Men det var ikke før sommeren år 2003 at Pharrell endelig udgav sit første solonummer, "Frontin'", med Jay-Z. Albummet The Neptunes Present...Clones blev udgivet og debuterede også som nummer 1 i august 2003.
Hans solodebutalbum In My Mind udkom juli 2006, mens hans seneste G I R L udkom i 2014.
Den 10. marts 2015 blev Pharrells hit fra 2013 "Blurred Lines" af en jury i Californien betegnet som et plagiat af Marvin Gayes sang "Got to Give It Up" fra 1977. Juryen tilkendte Gayes efterladte en erstatning på 7.4 millioner $.
I 2024 blev animationsfilmen Piece by Piece udsendt i USA. Filmen var instrueret af Morgan Neville og beskrev Williams' liv, fortalt ved hjælp af animerede legoklodser. Williams lagde selv stemme til sin Legofigur, som var hovedperson i filmen.

## Privatliv
Pharrell er søn af Pharaoh & Carolyn Williams.

## Diskografi

### Soloalbum
- 2006: In My Mind
- 2014: G I R L

### Singler
| År   | Titel                                                                | Listeplaceringer | Listeplaceringer | Listeplaceringer | Listeplaceringer | Album                                   |
| År   | Titel                                                                | US Hot 100       | US R&B/Hip-Hop   | US Rap           | UK Singles Chart | Album                                   |
| ---- | -------------------------------------------------------------------- | ---------------- | ---------------- | ---------------- | ---------------- | --------------------------------------- |
| 2002 | "From Tha Chuuuch To Da Palace" (Snoop Dogg feat. Pharrell Williams) | #77              | #31              | #16              | #27              | Paid tha Cost to Be da Bo$$             |
| 2003 | "Frontin'" (feat. Jay-Z)                                             | #5               | #1               | #1               | #6               | The Neptunes Presents... Clones         |
| 2003 | "Excuse Me Miss" (Jay-Z feat. Pharrell Williams)                     | #8               | #5               | #2               | #17              | The Blueprint²: The Gift & the Curse    |
| 2003 | "Change Clothes" (Jay-Z feat. Pharrell Williams)                     | #10              | #6               | #4               | #32              | Black Album                             |
| 2003 | "Beautiful" (Snoop Dogg feat. Pharrell Williams)                     | #6               | #3               | #3               | #23              | Paid tha Cost to Be da Bo$$             |
| 2003 | "Light Your Ass On Fire" (Busta Rhymes feat. Pharrell Williams)      | #69              | #23              | #12              | #62              | The Neptunes Presents... Clones         |
| 2004 | "Drop It Like It's Hot" (Snoop Dogg feat. Pharrell Williams)         | #1               | #1               | #1               | #10              | R&G (Rhythm & Gangsta): The Masterpiece |
| 2005 | "Can I Have It Like That" (feat. Gwen Stefani)                       | #48              | #32              | #20              | #3               | In My Mind                              |
| 2005 | "Angel"                                                              | -                | -                | -                | #15              | In My Mind                              |